# 冒口

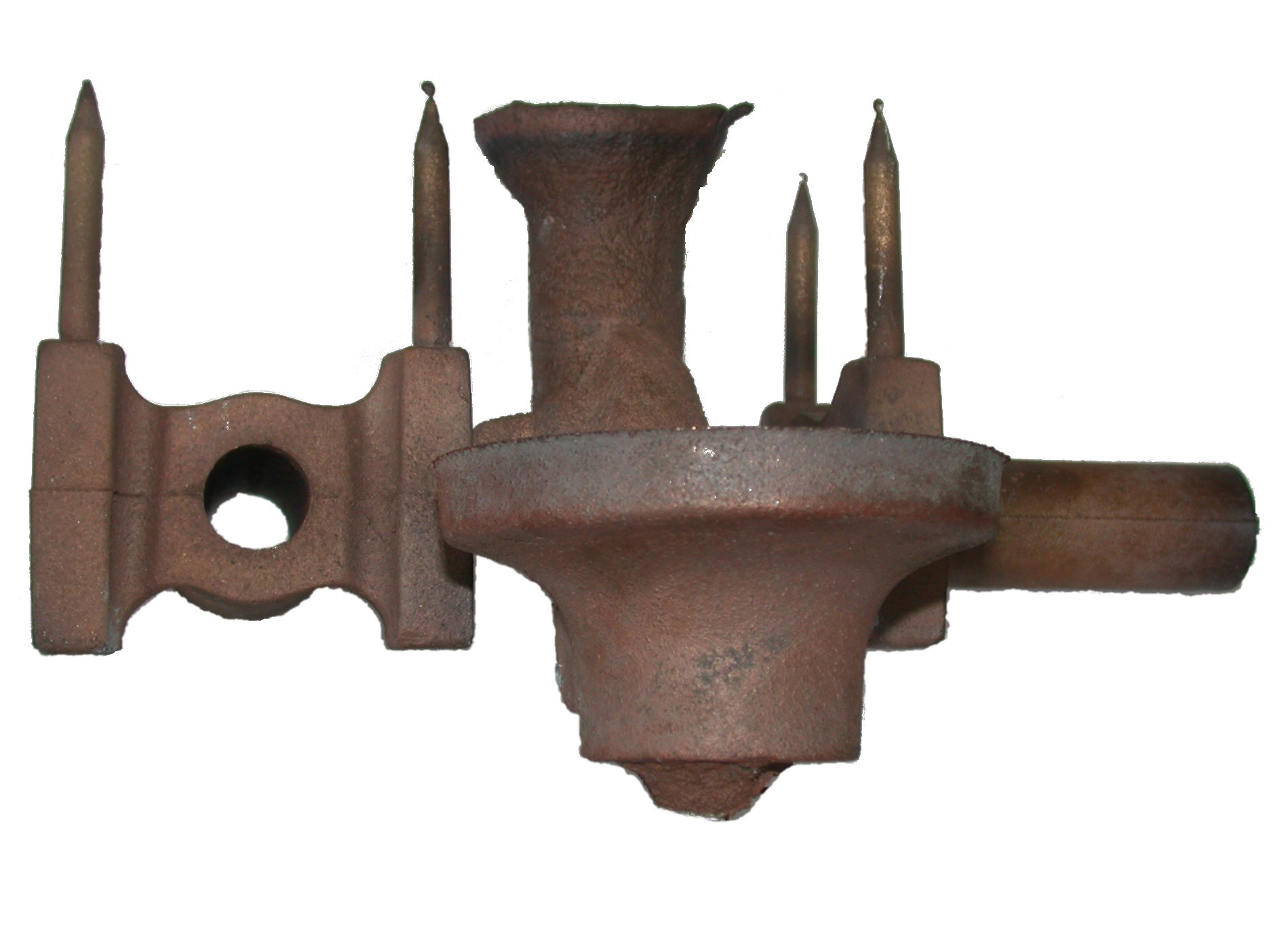
有豎澆道及冒口的青銅鑄造件，鑄造件中間上方突起的金屬塊即為冒口

冒口（英語：riser）也稱補給口（英語：feeder），是在金屬鑄造中為了避免因材料收縮而產生縮孔或是不平整處，額外所增加的材料儲腔，不是最後鑄件成品的一部份。大部份金屬在液態時的密度較固態時要小，因此鑄件在冷卻時會收縮，甚至可能在冷卻過程中會形成縮孔。冒口可以儲備熔融的金屬，在金屬收縮時補充金屬液，避免在鑄件上產生縮孔。並讓最後不平整處及縮孔出現在冒口中而不是在鑄件上。若是無法進行方向性固化的鑄件，不適合使用冒口。若是利用壓力來填滿鑄件孔洞的製程，也不需要冒口。

## 原理
冒口只有在以下三個條件都成立時，才能發揮作用：冒口冷卻速率比鑄件要慢，冒口需要容納足夠的材料來補充鑄件的收縮，鑄件的方向性固化是往冒口的方向固化，遠離冒口的部份是最早固化的部份。
由於冒口需要在所有鑄件冷卻之後才冷卻，冒口的冷卻速率需要比較慢。Chvorinov原則指出最慢的冷卻速度會發生在鑄件最大體積，最小表面積的情形，也就是在球形的情形下。理想上冒口應該要是球體，不過在實務上很難將球體放入模中，因此會用圓柱體代替。圓柱體高和直徑的比例依材料、冒口位置、砂箱大小等因素而定。
為了設計冒口的大小，需要計算鑄件的收縮量，以確認冒口有足夠的材料可以填補鑄件收縮時減少的體積。若材料不足，可能需要再加大冒口。這個條件在板狀的鑄件中格外重要，而厚重外形的鑄件中，第一個條件比較重要。
最後，需要設計鑄件，使其產生方向性固化，從模穴的外面慢慢的往冒口固化。這樣一來，冒口可以持續補充熔化的金屬到各個正在固化的鑄件部位。有一種達到此目的的作法是讓冒口放在鑄件中，最厚及最大的元件附近，因為該元件會最慢冷卻及固化。若無法達到此固化效果，需要有多個冒口對應鑄件的各部位。

### 文獻
- Degarmo, E. Paul; Black, J T.; Kohser, Ronald A.,  9th, Wiley, 2003, ISBN 0-471-65653-4.
- Kalpakjian, Serope, et al. (2001).  Manufacturing Engineering and Technology.  Published by Pearson Education.
- Ravi, B., , PHI Learning Pvt. Ltd., 2005  [2019-12-10], ISBN 978-81-203-2726-9, （原始内容存档于2020-05-13）.